# MK 214A
El MK 214A era un cañón automático de 50 mm diseñado por Mauser Werke AG para emplearse a bordo de los cazas interceptores Messerschmitt Me 262 y Messerschmitt Me 410.

## Historia y desarrollo
Destinado para armar al Messerschmitt Me 262A-1a/U4, la Mauser diseñó el MK 214 a partir del cañón antitanque 5 cm PaK 38. Las pruebas iniciales del MK 214 revelaron que era demasiado complejo, por lo que se desarrolló la versión mejorada MK 214A. Esta última fue probada en vuelo a partir de febrero de 1945 por el piloto de pruebas Karl Baur, pero no entró en servicio.
También se planificó el montaje del cañón automático Rheinmetall BK-5 a bordo de estos cazas.  